# Spongia caliciformis
Spongia caliciformis är en svampdjursart som beskrevs av Hyatt 1877. Spongia caliciformis ingår i släktet Spongia och familjen Spongiidae. Inga underarter finns listade i Catalogue of Life.